# طائرة حرب إلكترونية

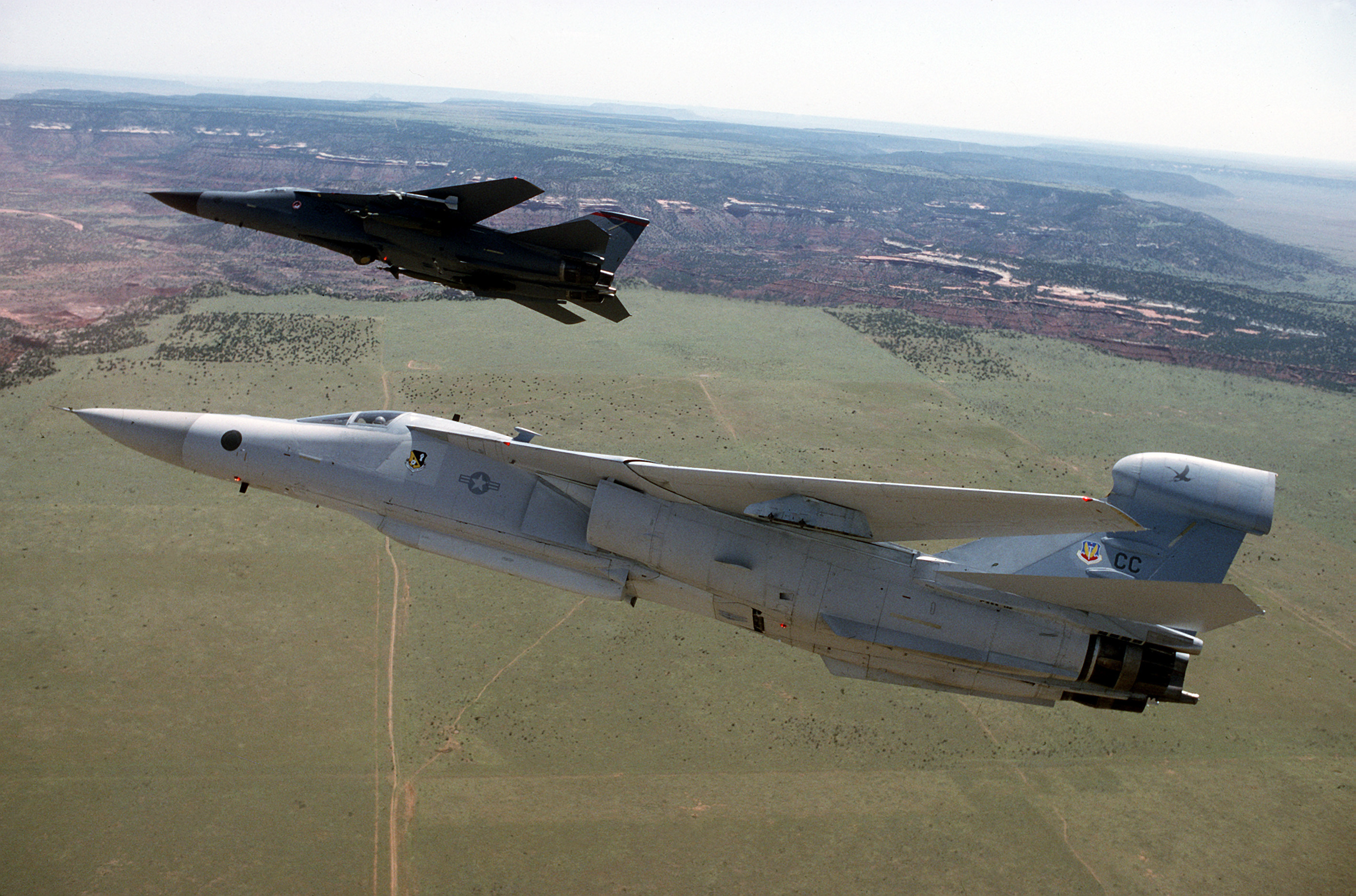
طائرة (EF-111A Raven) مزودة بجراب في (المقدمة) وجراب في الذيل

طائرة الحرب الإلكترونية هي طائرة عسكرية مجهزة للحرب الإلكترونية (EW)، تقوم بتقليل فعالية أنظمة الرادار والراديو الخاصة بالعدو، وذلك باستخدام أساليب الخداع والتشويش الراداري.

## التاريخ
في عام 1943، تم تجهيز الطائرة البريطانية أفرو لانكستر بمضادات القشر بقصد أعماء رادارات الدفاع الجوي بالعدو.

## أمثلة
أمثلة لطائرات حديثة مصممة أو معدلة للحرب الإلكترونية (EW)
- نورثروب غرومان إي إيه-6 بي براولر ( الولايات المتحدة)
- EF-111A Raven ( الولايات المتحدة)
- لوكهيد إي سي-130 أتش كومباس كول ( الولايات المتحدة)
- بوينغ إي إيه-18جي غرولير ( الولايات المتحدة)
- كاواساكي سي-1 ( اليابان)
- Shaanxi Y-8EW ( الصين)
- إمبراير آر-99 ( البرازيل)
- آي إيه آي وادي عربة ( إسرائيل)
- تورنادو ( ألمانيا- إيطاليا)
- EF-10B Skynight ( الولايات المتحدة)
- أنتونوف أن-12 ( الاتحاد السوفيتي)
- ميل مي-8 ( الاتحاد السوفيتي)
- أنتونوف أن-26 ( الاتحاد السوفيتي)
- توبوليف تو-16 ( الاتحاد السوفيتي)

## وصلات خارجية
- طائرات الحرب الإلكترونية في militaryfactory.com